# 男役

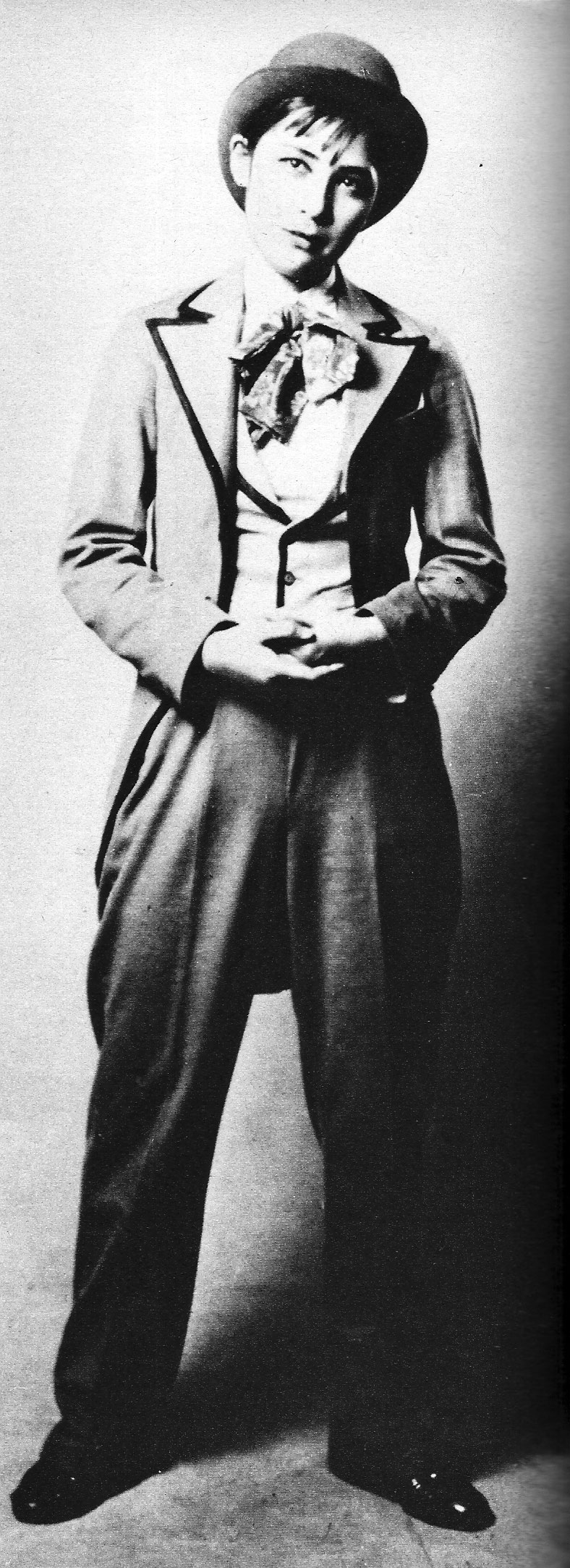
松竹歌劇団の水の江瀧子の男役姿

男役（おとこやく）とは、一般に少女歌劇から派生した劇団（現在では、宝塚歌劇団やOSK日本歌劇団など）で男性の役を演じる劇団員を指す。
特に少女歌劇由来の劇団においては、概して、人気や配役の点でも男役のほうが娘役（女性の役を演じる劇団員）より重きを置かれる傾向がある。また、宝塚歌劇のレビューのフィナーレの大階段では最後に男役の主演団員が単独で降りてくるというのが定番の演出となっている。

## 歴史
1924年、宝塚少女歌劇団が宝塚大劇場設立に伴いレビュー形式を取り入れ、男装するようになった。出演者が男性に扮することは往々にしてあったことだが、当初は髪をひっつめて後ろにしばりあげただけであり、その上から大きめの帽子を着用したため、頭が大きく、バランスが悪いものだった。
東京松竹楽劇部（後の松竹歌劇団）で1930年9月に上演された川口松太郎演出の『松竹オンパレード』の司会者役に扮した水の江瀧子が短く断髪したのが日本のレビュー史上初めての「男装の麗人」の登場、とされる。しかし中山千夏によればこれは単に当時流行のボブカットにしただけで、男性様に短くして大きな反響を呼んだのは、翌1931年5月31日に出演した『先生様はお人好し』からである。いずれにせよ水の江が嚆矢の存在だが、オリエ津阪も同時期に断髪している。水の江・津阪の断髪は話題を呼び、「ターキー・ブーム（「ターキー」は水の江の愛称）」を巻き起こすきっかけとなった。宝塚では1932年8月上演の、『ブーケ・ダムール』で門田芦子がはじめて短髪にした。
その後、宝塚少女歌劇と松竹楽劇部（のち松竹少女歌劇）をはじめとした少女歌劇ブームが全国で起こり、男役のスタイルが確立されていった。つけまつげをつけ、髪にパーマをかけたのは宝塚では春日野八千代が最初である。
1980年代以降、男役はオフステージでの私服でパンツを着用するようになった。高い身長や短髪であることも相まって男装のように映るが、着用しているもののほとんどは女性ものである。
高い人気を誇る男役に憧れて舞台人への道を志す少女も少なくないが、適した容姿が必要とされる。
2019年時点で、宝塚歌劇団では男役の平均身長が170cmを越えており、166cm未満の志望者が男役になることは困難である。自らの技術を磨いて卓抜することで補完する者もいるが、なかには娘役に転向する者もいる。(愛希れいか、天紫珠李、大湖せしるなど)
宝塚男役ギャラリー

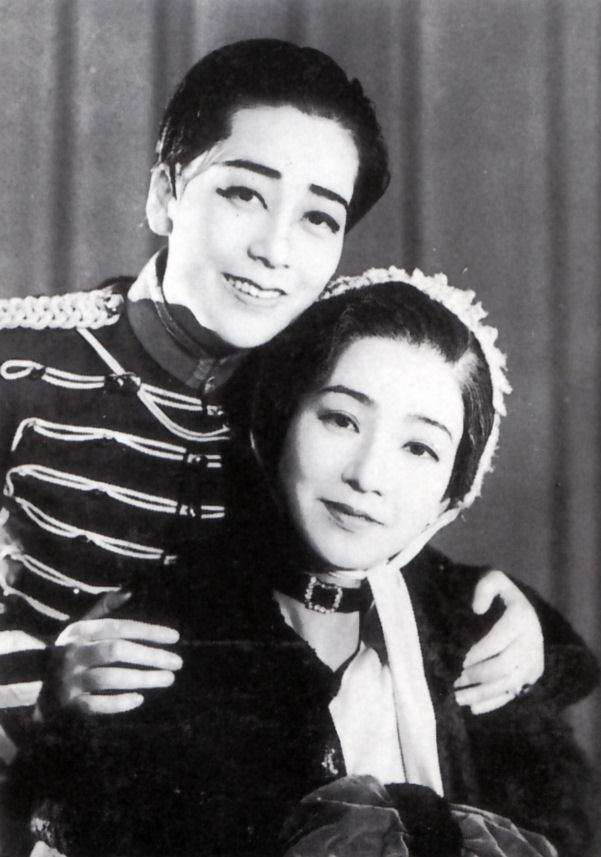
『アルルの女』（1934年）、左:男役葦原邦子と右:娘役の園井恵子
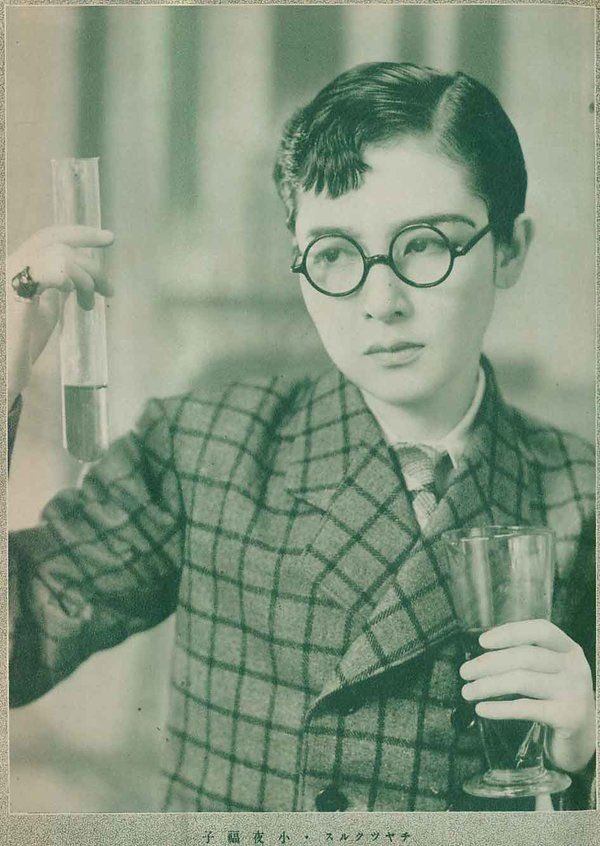
『ビッグ・アップル』（1938年）小夜福子: チャックルス役
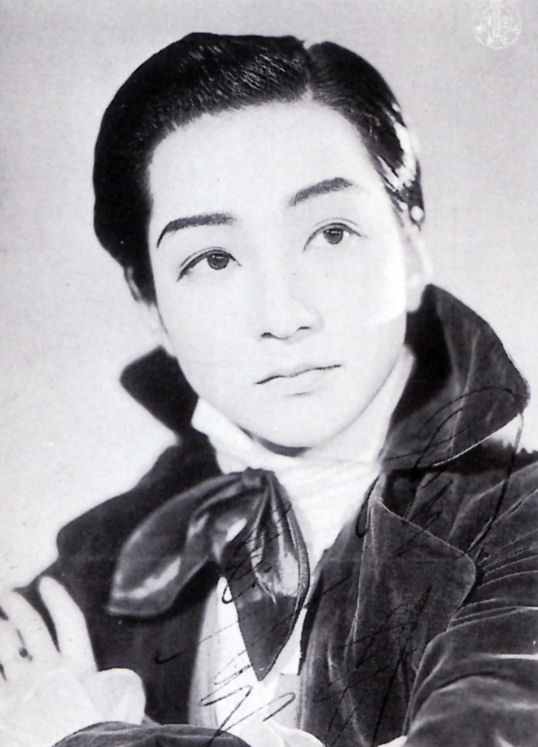
『愛国大学生』（1939年）園井恵子:シモン役
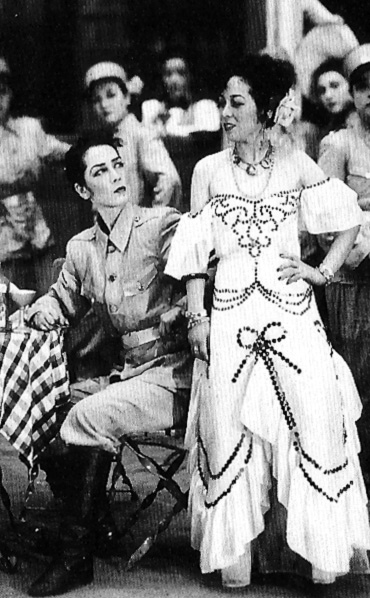
『再び君が胸に』（1948年）左:男役越路吹雪、右:娘役深緑夏代
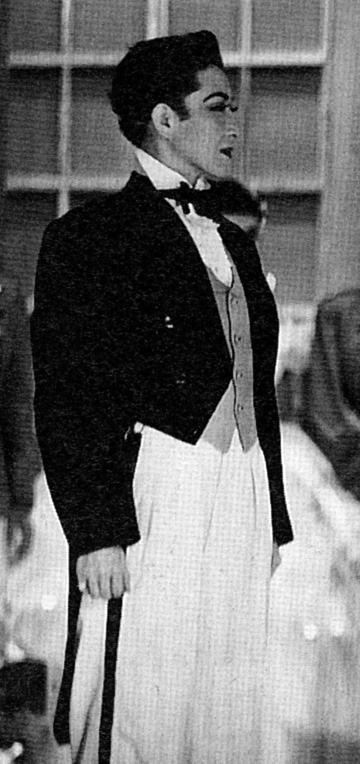
『君の名は』（1954年）、春日野八千代

## 技術

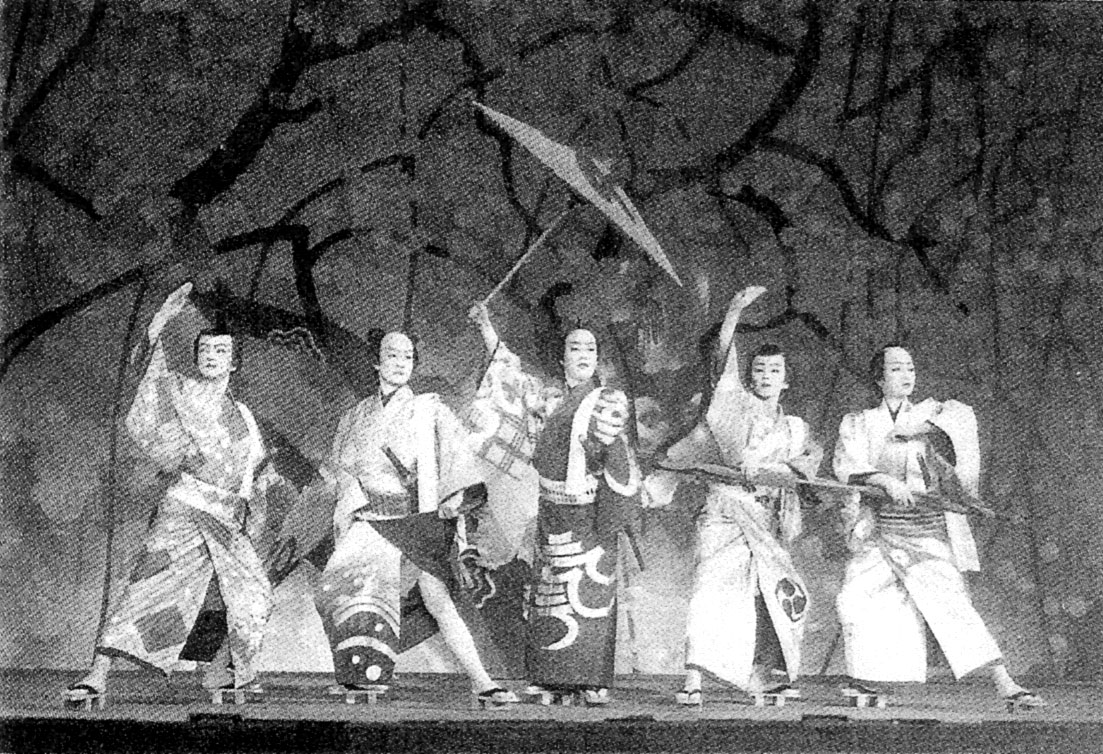
OSKによる「春のおどり」（1955年）

いわゆる宝塚用語の1つに「男役10年」という言葉があるように、1人の女優が男役として舞台に立っても、そこから男役の型が完成するまでには長い時間が掛かる。これは男役育成に何らかのテキストがあるわけではなく、先輩を見習って各自が創意工夫しながらスタイルを確立し、舞台上の実践の中で男役として必要な演技力や風格といったものを醸成してゆく必要があるためである。そのため、男役は完成度が高くなるにつれ役者毎の個々の個性がより際立つ。男らしさや線の太さを前面に押し出して人気を得た者もいれば、対照的にスマートさや際立つ歌唱力を身上とした者など様々である。
女性としての体型は、さらし・補正下着・肩パッド、胴ぶとんなどで(個々に)補正する。衣装そのものにも男役がより「男らしく」見えるように様々な工夫が施されており、男役の衣装は一般的な男物の衣装とも少し違う、一種独特のデザインのものになっていることも多い。